# Fredrikstad FK
Fredrikstad FK (FFK) är en fotbollsklubb från Fredrikstad i Østfold, Norge. Klubben bildades den 7 april 1903 och har varit framgångsrik i fotboll för herrar, bara Rosenborg BK har vunnit fler titlar. Publikrekordet är 15 534 åskådare mot Larvik Turn och noterades den 30 september 1956.

## Historia

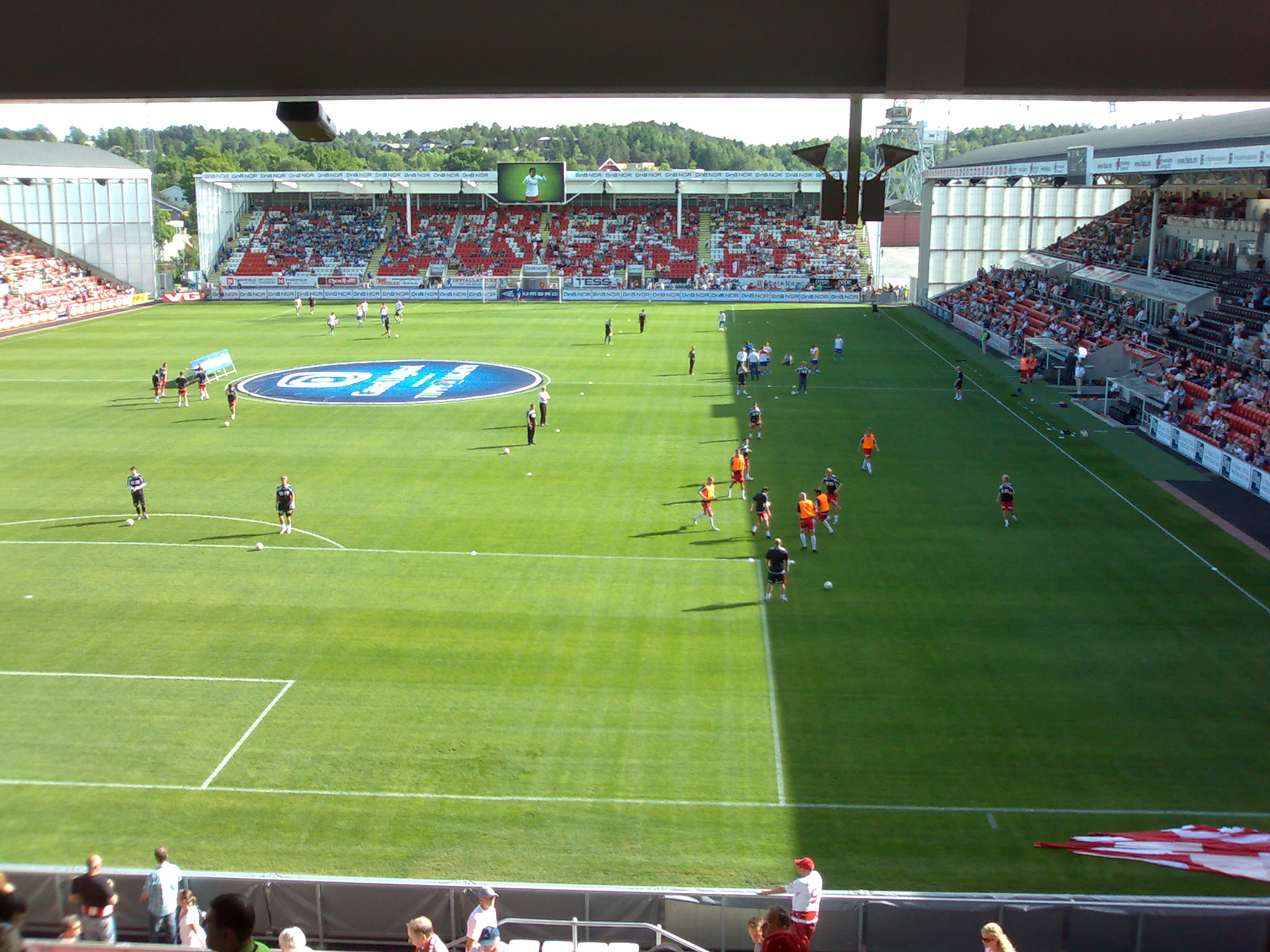
Hemmaarena: Fredrikstad stadion

År 2002 tog Fredrikstad sig upp från 2. divisjon till 1. divisjon och på klubbens 100-årsjubileum tog de sig upp på första försöket till Tippeligaen och var tillbaka i toppen av norsk fotboll efter 20 år i fotbollens "bakgård". År 2006 blev Fredrikstad cupmästare och återigen efter många år var klubben på allvar bland Norges bästa lag. Åskådarsnittet var 12 345 under säsongen 2007.
Klubbens nya hemmaarena Fredrikstad stadion invigdes den 14 april 2007 och klubbens första hemmamatch mot FK Lyn vann Fredrikstad med 3-1. Samma år som stadion invigdes kvalificerade Fredrikstad sig till UEFA-cupen mot Hammarby IF efter att ha vunnit den norska cupen i 2006. Hammarby besegrade FFK efter 2-1 på Råsunda och 1-1 i returen efter att Hammarby hade slagit in en straff på tilläggstid och FFK slogs ut ur UEFA-Cupen. 2008 blev en framgångsrik säsong, den sportsliga framgången gjorde att FFK tog silver i Tippeligaen och kvalificerade sig till kvalspel för Europa League. Efter silver-säsongen var Fredrikstad på väg att bli en av de största klubbarna i Norge.
Men följande säsongen i 2009 blev en turbulent säsong som kännetecknades av mycket internt bråk i styrelsen och tränare Anders Grönhagen som var tvungen att gå av på grund av sjukdom. Säsongen slutades katastrofalt med kval-exit i Europa League mot Lech Poznan och nedflyttning i en playoff-match mot lokalkonkurrenten Sarpsborg 08 som spelar i Eliteserien till dags dato, Sarpsborg var i stor extas efter matchen. Fyra dagar senare misslyckades Sarpsborg i playoff-matchen till Tippeligan mot Kongsvinger IL och nu spelade Fredrikstad och Sarpsborg i samma division, 1. divisjon.
Fredrikstad tog sig åter upp igen i 2010 och förblev i Tippeligan fram till säsongen 2012. I 2011 såg det åter ljust ut för klubben, med spelare som Tarik Elyounoussi, Cristian Gamboa och Celso Borges säkrade man platsen i Tippeligan med 12:e plats och sen gick man hela vägen till semifinalen i cupen mot SK Brann som blev en 0-2-förlust. Inför säsongen 2012 kom Fredrikstad in i en svår ekonomisk situation och var nära konkurs, men klubben räddades av att kommunen tog över Fredrikstad stadion och klubben sålde de bästa spelarna. Efter en tung säsong sportsligt och ekonomisk blev det nedflyttning i den allra sista serierundan efter förlust med 0-2 mot Molde FK. Klubben har sedan 2013 spelat i Norges näst högsta division och har fortfarande en ambition om spel i Norges högsta division Eliteserien.
Inför säsongen 2017 anställdes Andrea Loberto som ny huvudtränare och blev den sjätte tränaren som klubben hade haft på fem år efter nedflyttningen från Tippeligaen. Målsättningen var en kvalplats till Eliteserien, men istället blev det en av dom värsta säsongerna i klubbens historia och säsongen resulterade i nedflyttning till 2. divisjon efter att Notodden FK hade besegrat FFK i en kvalmatch om fortfarande spel i 1. divisjon.
Den 1 december 2017 blev den högt respekterat tränaren Per Mathias Høgmo presenterad som ny huvudtränare för Fredrikstad men blev senare sportchef för klubben.

## Kända spelare
- Abgar Barsom (2008–2009)
- Celso Borges (2009–2011)
- Cristian Gamboa (2010–2011)
- Daniel Örlund (2008)
- Raio Piiroja (2004–2011)
- Rami Shaaban (2006–2008)
- Tarik Elyounoussi (2006–2008) (2011–2012)

### Svenskar i laget genom åren
- Abgar Barsom (2008–2009)
- Anders Grönhagen (tränare) (2007–2009)
- Alexander Henningsson (2017)
- Andreas Landgren (2012–2013)
- Anders Prytz (2007)
- Andreas Tegström (2007–2010)
- Daniel Örlund (2008)
- Håkan Söderstjerna (2003–2004)
- Johan Hammar (2015)
- Johan Sjöberg (2007)
- Mattias Andersson (2009–2010)
- Marcus Ringberg (2002–2005)
- Patrik Gerrbrand (2006–2009)
- Rami Shaaban (2006–2008)
- Tord Holmgren (1987–1988)

## Guldklockespelare
- Per Egil Ahlsen 54 landskamper
- Bjørn Borgen 35 landskamper
- Arne Børresen 25 landskamper
- Kai Erik Herlovsen 36 landskamper
- Erik Holmberg 27 landskamper
- Roar Johansen 61 landskamper
- Per «Snæbbus» Kristoffersen 25 landskamper
- Arne Pedersen 40 landskamper
- Bjørn Spydevold 37 landskamper
- Thor Spydevold 28 landskamper[2]

## Hedersmedlemmar
- Arne Pedersen
- Fritz Karlsen
- Kjell Gustavsen (utnämnd 2003)
- Odd Andersen (utnämnd 2003)
- Terje Høili (utnämnd 2017)

### Fotnoter
1. ↑  http://www.fredrikstadfk.no/component/option,com_joomleague/func,showPlayground/pgid,5/p,27/Itemid,/ Error in wayback template: Check |date= value. Should be 14-digit snapshot ID in form YYYYMMDDhhmmss (error code 1)
2. 1 2 3  ”Om Klubben”. Fredrikstad. https://www.fredrikstadfk.no/om-klubben. Läst 8 december 2021.
3. ↑  ”Fredrikstad Fotballklubb” (på norska). Store norske leksikon. https://snl.no/Fredrikstad_Fotballklubb. Läst 29 september 2017.